# Congress Jananayaka Peravai
Congress Jananayaka Peravai ("Kongressfolkfronten"), politiskt parti i den indiska delstaten Tamil Nadu.  CJP bildades 2001 av exministern P. Chidambaram, som en utbrytning ur Tamil Manila Congress, då TMC hade allierat sig med All India Anna Dravida Munnetra Kazhagam.Det startades som TMC Jananayaka Peravai.Efter Moopanars död ändrades namnet till Congress Democratic Congress.
I valet till Lok Sabha 2004 ställde Chidambaram upp som Kongresspartiets kandidat från Shivgangas valkrets, och vann med över 400 393 röster (60,01%). Det har diskuterats intensivt ifall CJP ska gå samman med Kongresspartiet, men en mäktig falang inom Kongresspartiet i Tamil Nadu motsätter sig ett sådant samgående.